# Let’s Go Brandon

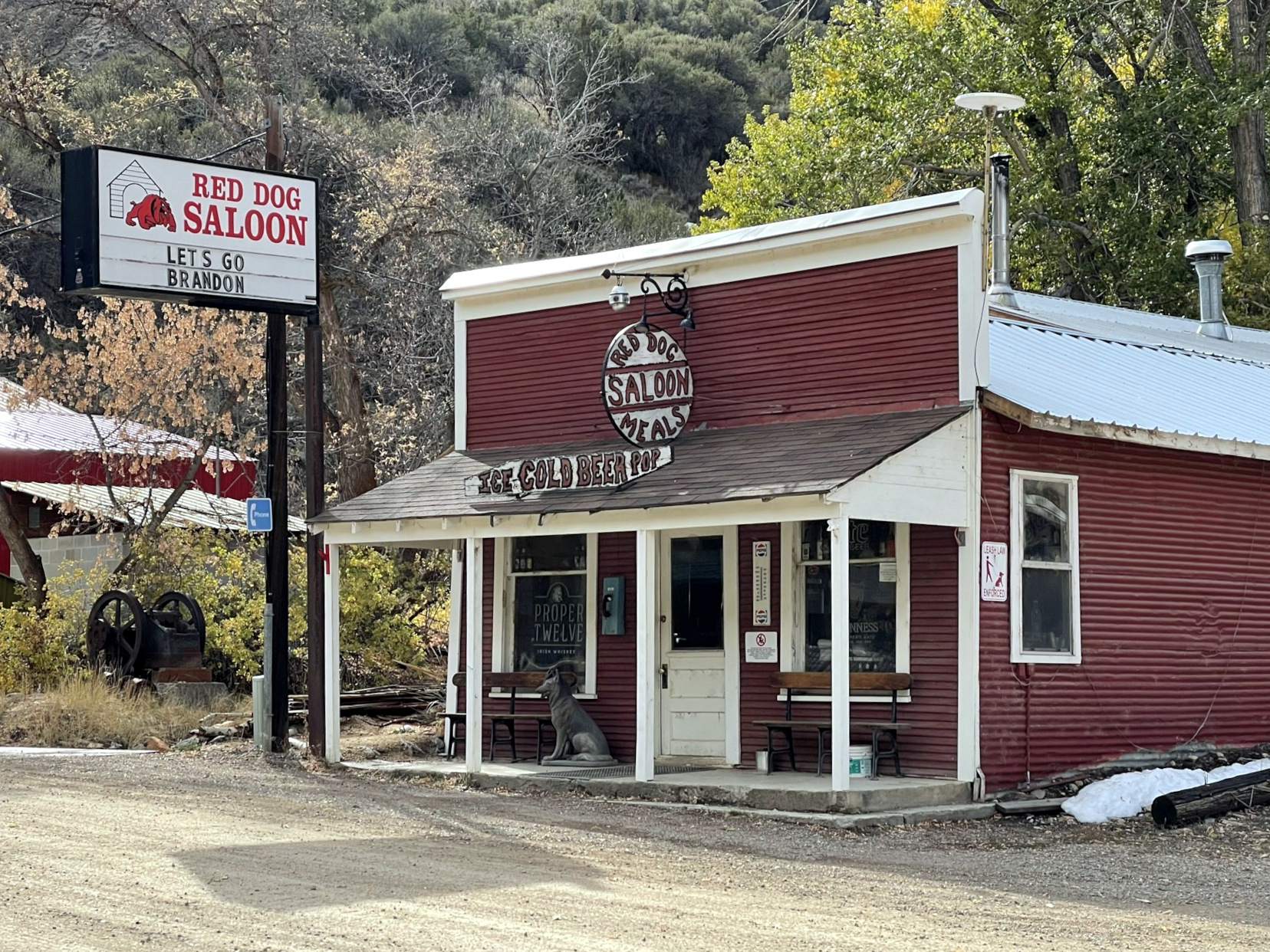
Фраза «Let’s Go Brandon» на обозначении одного из салунов в Джарбидж (Невада), штат Невада

Let’s Go Brandon (с англ. — «Вперёд, Брэндон») — лозунг, который выступает в качестве замены фразе Fuck Joe Biden (с англ. — «К чёрту Джо Байдена») и отражает негативное отношение к 46-му президенту США.
Скандирование фразы Fuck Joe Biden начало распространяться с сентября 2021 года. Let’s Go Brandon обрела популярность после того, как 2 октября репортёр NBC Келли Ставаст во время интервью с гонщиком Брэндоном Брауном неудачно попыталась замаскировать нецензурную брань, доносившуюся с трибун трассы Талладега, тем самым пытаясь настоять, что зрители скандировали «Let’s go Brandon». Но в итоге стало понятно, что на самом деле это была фраза Fuck Joe Biden.
Лозунг стал широко использоваться политиками-республиканцами и критиками Байдена. Он также получил широкое распространение в популярной культуре, а рэп-композиции с этой фразой занимали высокие позиции в чартах.

## Происхождение

### «Fuck Joe Biden»
В начале сентября 2021 года на ряде матчей по американскому футболу среди колледжей на юге США обрели популярность скандирования Fuck Joe Biden. Позднее это явление получило распространение и в университетах северных штатов, включая Вайоминг. Аналогичные скандирования против Байдена имели место в Кубке Райдера.
По данным Washington Examiner, в сентябре 2021 года лозунг Fuck Joe Biden скандировали некоторые зрители, присутствовавшие на концерте группы Megadeth, а также спустя месяц протестующие Нью-Йорка, выступавшие против обязательной вакцинации учителей.

### Интервью Брэндона Брауна
2 октября гонщик Брэндон Браун дал интервью спортивному репортёру NBC Келли Ставаст на трассе Талладега в Алабаме после победы в гонке NASCAR Xfinity Series Sparks 300, которая была сокращена из-за темноты. Фанаты скандировали Fuck Joe Biden, и это стало отчётливо слышно зрителям трансляции. В прямом эфире, надев наушники, репортёр Саваст в попытке скрыть поток оскорблений сказала: «Вы можете услышать крики: „Вперёд, Брэндон!“».

### Распространение
Видеозапись стала вирусной. Консерваторы Бен Шапиро и Томи Ларен распространили фразу в «Твиттер». Лозунг был напечатан на одежде, билбордах и баннере, развевавшемся позади самолёта, пролетевшего над митингом Трампа в Айове.
Когда фраза вошла в массовый обиход, Брендон Браун написал на своей странице в «Твиттер»: «Приветствую всех остальных Брэндонов! Поддержим же всех нас».
Впоследствии он неоднозначно отнёсся к этому лозунгу, так как его популяризация угрожала отпугнуть корпоративных спонсоров. В октябре 2021 года сообщалось, что команда Брауна Brandonbilt Motorsports пыталась найти спонсора, однако многих смущала его непосредственная связь с данной фразой, а также её политический подтекст. В декабре в интервью The New York Times Брэндон заявил, что поначалу находил лозунг забавным, однако по мере его распространения счёл необходимым сохранить молчание из-за «нежелания ввязываться в политику». Браун также стал автором статьи в Newsweek, в которой сконцентрировал внимание на том, что «не собирается умалчивать проблемы, которые его волнуют, а также тревоги всего американского народа».
5 ноября президент NASCAR Стив Фелпс заявил, что организация не желает ассоциироваться с данным лозунгом.

## Использование

### Политика
Политики-республиканцы публично употребляли эту фразу в своей речи. 21 октября конгрессмен Билл Поузи завершил выступление в Палате представителей словами Let’s Go Brandon. 22 октября Губернатор Техаса Грег Эбботт использовал данный лозунг в своём аккаунте «Твиттер». Он объяснил популярность фразы «катастрофической политикой» Байдена, обусловленной борьбой с пандемией и ситуацией на южной границе. На следующей неделе республиканец Джефф Дункан был замечен в маске с данной фразой. Сенатор Тед Круз позировал с плакатом Let’s Go Brandon, который был вывешен в Хьюстоне на бейсбольном матче в рамках Мировой серии. Скандирование было замечено в Джорджии на матче «Атланта Брэйвз», где присутствовал Дональд Трамп.
2 ноября 2021 года скандирование Let’s Go Brandon было замечено в штабе Гленна Янгкина после известия о его победе на выборах губернатора Виргинии. На следующий день, комментируя триумф Янгкина, губернатор Флориды Рон Десантис сказал: «Когда вы смотрите на администрацию Байдена — вы видите администрацию Брэндона». После этих слов толпа закричала Let’s Go Brandon. Несколько недель спустя Десантис целенаправленно выбрал местность Брэндон для подписания закона против обязательной вакцинации. Выбор площадки был обусловлен контекстом фразы Let’s Go Brandon.
4 ноября конгрессвумен Лорен Боберт надела красное платье с белой надписью Let’s Go Brandon на спине во время встречи с Дональдом Трампом. Боберт подписала фотографию в «Твиттер» следующими словами: «Это не лозунг, это движение! #LGB».
12 ноября, когда Джен Псаки спросили о мнении Байдена по поводу этой фразы, пресс-секретарь Белого дома ответила: «Я не думаю, что он тратит своё время на размышления об этом».
15 декабря во время визита президента Байдена в города Досон-Спрингс и Мейфилд штата Кентукки, пострадавшие от торнадо, раздалось несколько криков Let’s Go Brandon от небольших групп протестующих.
24 декабря в рамках рождественской программы NORAD Tracks Santa, в которой принимали участие Джо и Джилл Байден, один из дозвонившихся закончил свою речь фразой: «Счастливого Рождества и вперёд, Брэндон», на что президент Байден улыбнулся и ответил: «Вперёд, Брэндон! Я поддерживаю». Звонивший Джаред Шмекк, бывший офицер полиции, в интервью газете The Oregonian заявил, что он «не имел ничего против Байдена и не хотел унизить его». Использование этой фразы он назвал «шуткой», а также отметил, что она была вызвана разочарованием работой президента и верой в то, что он мог бы «исполнять свои обязанности лучше». Позднее Шмекк выступил в подкасте Стива Бэннона, где сказал, что на самом деле он «всерьёз» критиковал администрацию Байдена и что этой фразой он хотел выразить недовольство всех «правых», касающееся «левых движений, культуры отмены, а также политики основных средств массовой информации». Шмекк добавил, что Трамп является его «президентом и именно он должен занимать высший руководящий пост страны прямо сейчас».
10 января 2022 года кандидат в Сенат США от штата Аризона Джим Ламон опубликовал предвыборную рекламу с надписью Let’s Go Brandon. По данным издания «The Hill», кампания Ламона является первой, использовавшей данный слоган в предвыборной агитации.
На первых дебатах кандидатов в президенты США 27 июня 2024 года Дональд Трамп, отвечая на один из вопросов, вскользь назвал Джо Байдена Брэндоном.

### Музыка
Вскоре после того, как фраза стала вирусной, рэпер Loza Alexander записал одноимённую песню. Композиция стала популярной в TikTok, а затем заняла первое место в списке лучших хип-хоп/рэп-песен iTunes Store и второе место в списке лучших песен платформы на 18 октября 2021 года. 6 ноября песня достигла 38-го места в чарте Billboard Hot 100.
Ещё одна песня с аналогичным названием была выпущена консервативным рэпером Брайсоном Грэем и занимала первое место в iTunes. Она дебютировала в US Hot 100 на 28-м месте. Клип на песню Грэя, в которой была срока: «Байден сказал, что тычок остановит распространение. Это была ложь» (ссылка на политику Байдена по борьбе с COVID-19), был удалён YouTube за содержание «медицинской дезинформации». Кантри-рэп-исполнитель Форгиато Блоу также выпустил песню под названием «Let’s Go Brandon».

### Спонсор Брэндона Брауна
В начале ноября криптовалюта LGBcoin появилась на торгах, а 30 декабря компания объявила, что в сезоне 2022 будет спонсором команды Brandonbilt Motorsports, за которую выступает Брэндон Браун. Представитель команды заявил сайту «Fox Business», что соглашение было достигнуто 26 декабря. 5 января 2022 года спортивный журналист Боб Покрасс объявил, что NASCAR не одобрила спонсорство. В результате инвестор Джеймс Кутулас пригрозил подать в суд на NASCAR и призвал к бойкоту, пока решение не будет отменено.

### Другие случаи

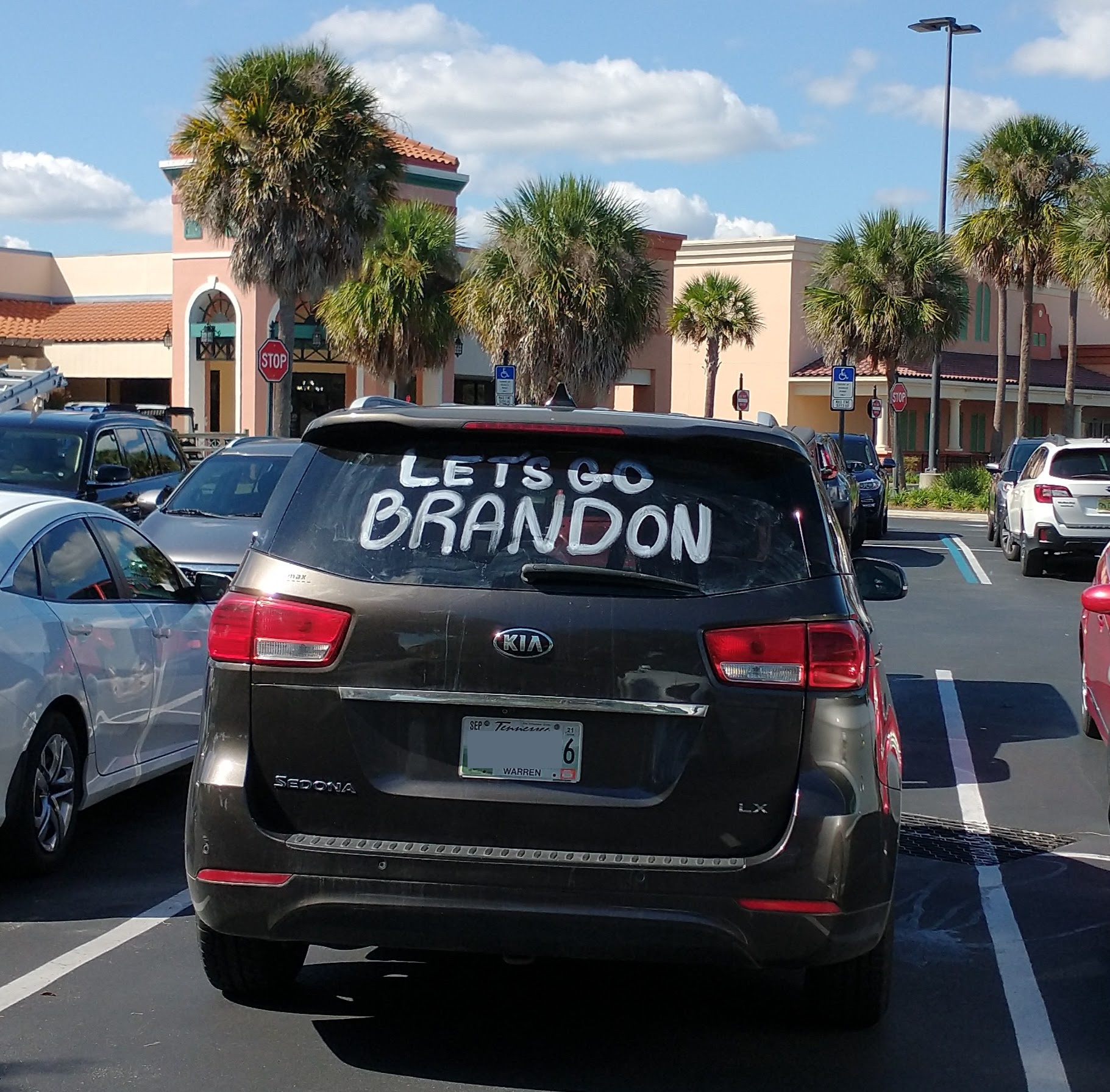
Автомобиль с надписью «Let’s Go Brandon»,
Те-Виллиджис, штат Флорида

24 октября на ярмарке Северной Каролины представители Республиканской партии продавали пуговицы с этой фразой; четыре дня спустя кампания Трампа начала реализацию футболок с надписью Let’s Go Brandon.
28 октября 2021 года в городке Фолс-Черч штата Виргиния два электронных придорожных табло были взломаны и вскоре на них появилась фраза Let’s Go Brandon.
29 октября дежурный пилот авиакомпании Southwest Airlines якобы сказал Let’s Go Brandon, используя систему громкой связи. Инцидент произошёл через неделю после того, как профсоюз, представляющий пилотов United Airlines, разослал памятку, запрещающую пилотам использовать аварийную частоту 121,5 для передачи личных сообщений, так как они пользовались ей для произношения именно этой фразы.
1 ноября NBC News сообщила, что компания Palmetto State Armory, занимающаяся производством огнестрельного оружия, начала продавать запчасти для оружия и боеприпасы с данным лозунгом.
3 ноября городские власти Брэндона, штат Миннесота, сообщили, что на шести знаках перед названием города было нанесено слово «Вперёд».
В декабре 2021 года сеть из пяти магазинов в Новой Англии, торгующая одеждой Let’s Go Brandon и протрамповской продукцией, была переименована в Let’s Go Brandon Stores. Магазины были настолько успешными, что в конце декабря владелец объявил об открытии двух новых торговых точек.